# 海濱名勝世界
海濱名勝世界（英文：Resorts World Bayshore）是由雲頂香港有限公司與安德集團（Alliance Global Group）合作營運的達富來國際集團（Travellers International Hotel Group）於2012年10月10日宣佈於未來3年，在菲律賓馬尼拉興建，為佔地31公頃的綜合式賭場度假村，投資額數為12億美元。

## 相關參見
- 馬尼拉雲頂世界（Resorts World Manila）